# Felicitas van Roucy
Felicitas van Roucy ook bekend onder de naam Felicia (Barbastro, circa 1060 - Barcelona, 3 mei 1123) was van 1071 tot 1094 koningin-gemalin van Aragón en van 1076 tot 1094 koningin-gemalin van Navarra.

## Levensloop
Felicitas was de dochter van graaf Hilduin IV van Montdidier en gravin Alix van Roucy.
In 1071 huwde ze met koning Sancho I van Aragón nadat hij gescheiden was van zijn eerste echtgenote Isabella van Urgell. Toen Sancho in 1076 ook koning van Navarra werd, was Felicitas de eerste koningin-gemalin van Aragón die eveneens koningin-gemalin van Navarra werd. Ze bleef dit tot aan de dood van haar echtgenoot in 1094. Felicitas zelf stierf in 1123, waarna zij werd bijgezet in het klooster San Juan de la Peña.

## Nakomelingen
Felicitas en Sancho kregen drie zonen:
- Ferdinand (1071-1094)
- Alfons I (1073-1134), koning van Aragón en Navarra
- Ramiro II (1086-1157), koning van Aragón